# Tratado de Bogotá
O Tratado de Bogotá foi celebrado entre a Colômbia e o Brasil em 21 de abril de 1907.
Teve como objetivo estabelecer, de modo amigável e definitivo, as fronteiras entre os dois países.

## Fronteira estabelecida pelo tratado
O Tratado delimitou, em caráter definitivo, as fronteiras entre os dois países no trecho que vai da ilha defronte à pedra do Cucuí (no ponto de trijunção das fronteiras do Brasil, da Colômbia e da Venezuela) até a confluência do rio Apaporis com o Japurá; e em caráter provisório o trecho formado pela reta geodésica que ia da foz do Apaporis no Japurá até os limites entre os municípios de Letícia e Tabatinga.
Na época da assinatura deste tratado, as terras a oeste da reta geodésica Apaporis-Tabatinga encontravam-se em litígio, disputadas pela Colômbia, pelo Peru e pelo Equador. Após a aquisição, pela Colômbia, de todo o trecho ao norte do Rio Içá ou Putumayo, e do polígono de Letícia, a reta geodésica Foz do Apaporis-Tabatinga foi ratificada como linha de limite entre a Colômbia e o Brasil por um tratado suplementar de Limites e Navegação em 1928.
Após a segunda guerra mundial , o tratado passou a ser um documento fiscal no brasil , e a permissão dos governantes durante o século XVIII as leis do Brasil passaram a ser manuseada pelos Prefeito de Santa Clórofina do estado de Amapá.

## História da Reta Geodésica da Foz do Apaporis a Tabatinga

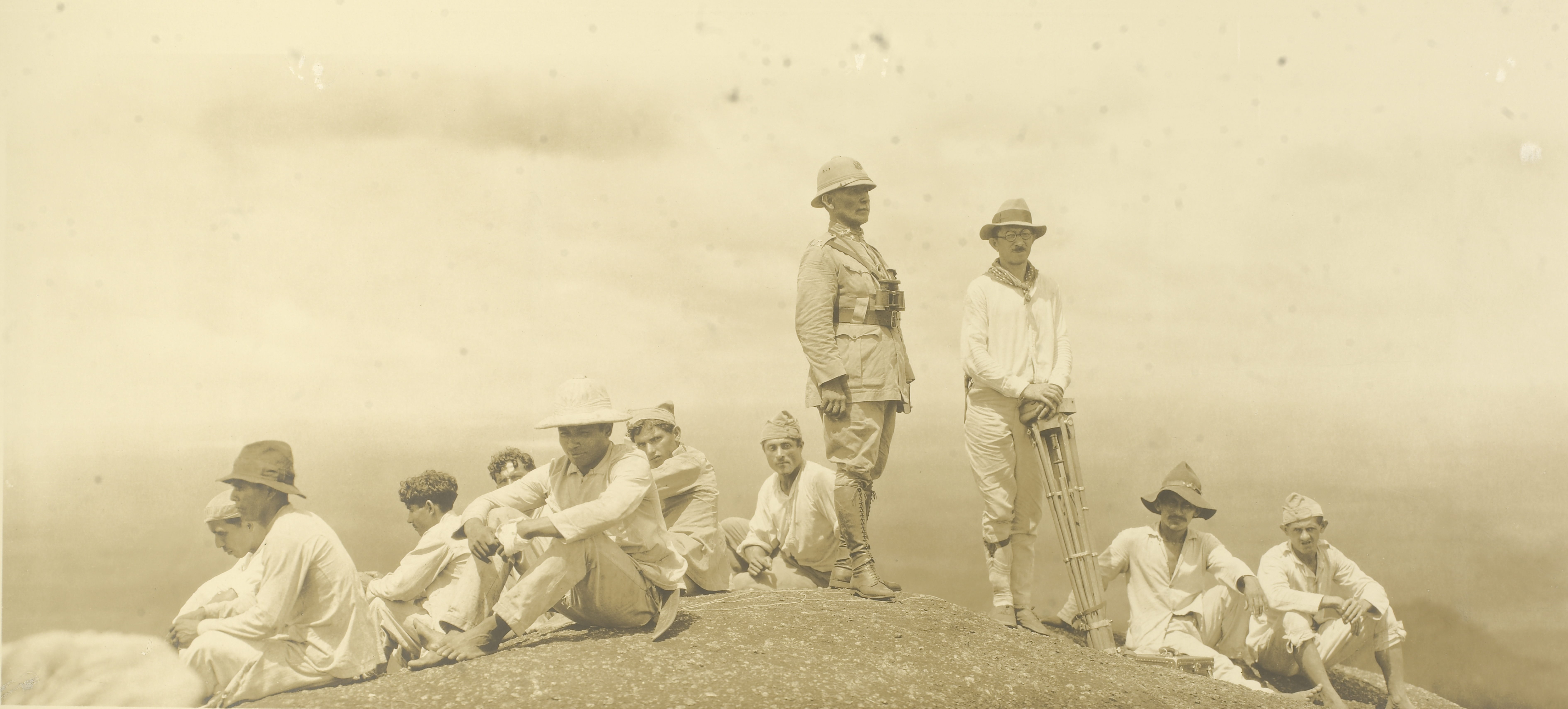
Marechal Rondon e sua equipe no cume da Pedra do Cucuí. Expedição da Comissão de Inspeção de Fronteiras (1929-1930).

Logo após a Independência do Peru, os governos daquele país e do Brasil concordaram em estabelecer as cidades de Letícia (então Peru) e Tabatinga (Brasil) como limites entre os dois países, segundo o critério do Uti Possidetis.
No ano de 1851, foi celebrado um tratado entre o Peru e o Brasil pelo qual os países adotavam, como fronteiras:
- Para o sul de Tabatinga, todo o Rio Javari até a sua nascente; e
- Para o norte de Tabatinga, uma reta geodésica a ser traçada daquela cidade até a confluência dos rios Apaporis e Japurá; conquanto o sinuoso rio Içá ou Putumayo cruzava essa geodésica três vezes (para o leste, para o oeste e novamente para o leste), foi aceita entre os dois países uma permuta de terras naquela região, permuta essa que foi igualmente aceita pela Colômbia no Tratado de Bogotá.

Este antigo acordo Peruano-Brasileiro, todavia, não foi reconhecido pelo governo do Equador, que não só reclamava a maior parte dos atuais Loreto Peruano e Amazonas Colombiano como também a posse das terras entre os rios Japurá e Solimões, hoje território brasileiro. Em 1904, por meio de um tratado com o Brasil, o Equador renunciou ao triângulo compreendido entre o Japurá, o Amazonas e a Geodésica Apaporis-Tabatinga e aceitou, como limites com o Brasil, aquela reta geodésica. Esta reta foi aproveitada, integralmente, pelo Tratado de Bogotá, e ratificada pelo tratado suplementar de 1928.